# Загальноосвітня школа № 32 (Кривий Ріг)
Криворізька загальноосвітня школа І-ІІІ ступенів № 32 — навчальний заклад І-ІІІ ступенів у місті Кривий Ріг Дніпропетровської області. 

## Історія
Будівництво школи розпочалось у 1981 році в мікрорайоні Зарічний біля селища Соколівка. Будівля школи збудована 1982 р. за типовим проектом, триповерхова, зовні облицьована керамічною плиткою світло-сірого кольору. Під час відкриття на навчання до школи № 32 пішло 2328 учнів, працювало 108 педагогічних працівників та 28 технічних. У школі розміщується 40 навчальних аудиторій.

Рішенням Дніпропетровського облвиконкому № 424 від 19 листопада 1990 р. будівля нової школи взята на облік з охоронним номером 6322.

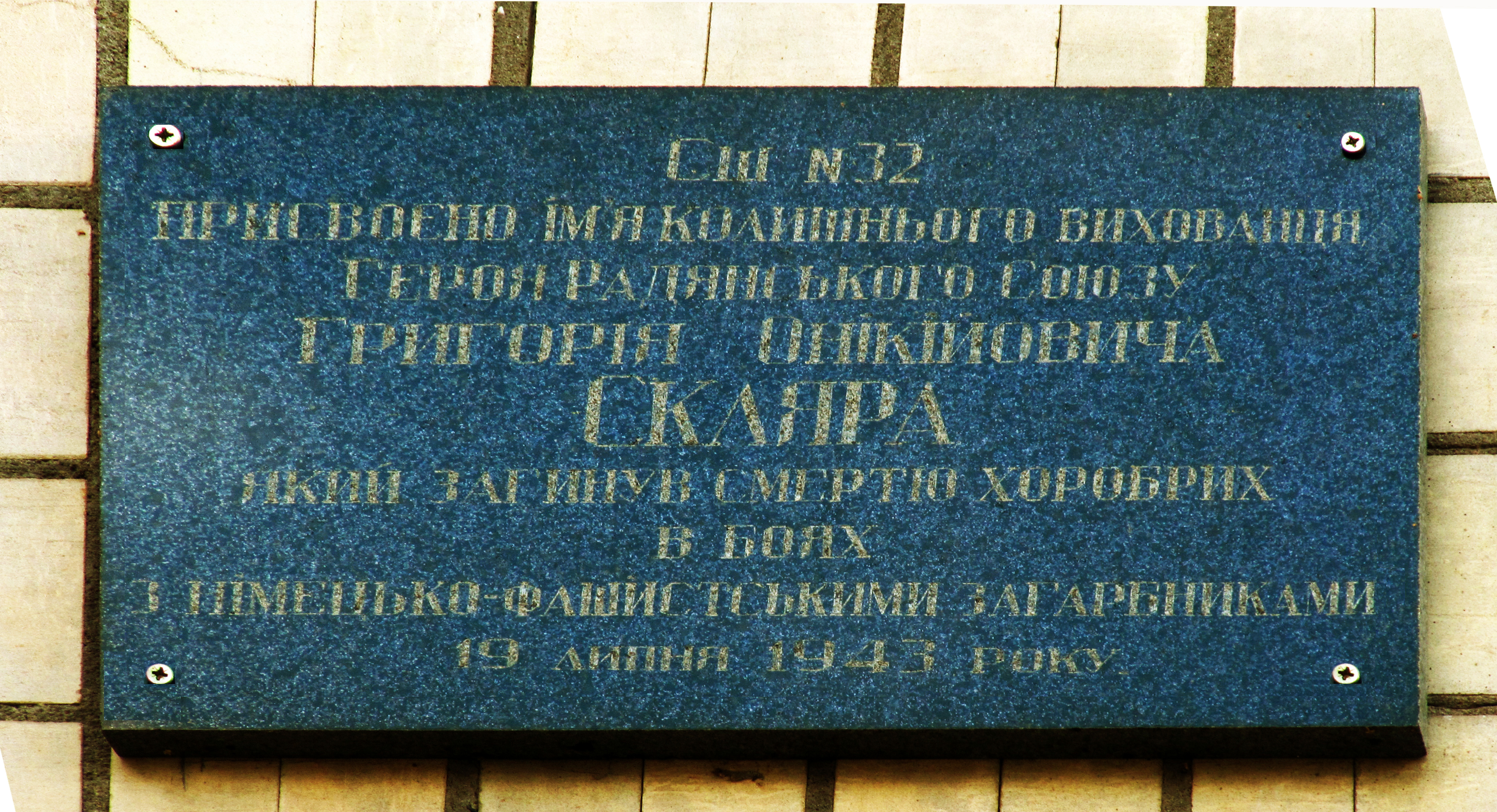

## Пам'ятка
Пам'ятний знак «Школа в якій навчався Герой Радянського Союзу Г. Скляр» — встановлено в 1987 р. Пам'ятка знаходиться в Покровському районі, мкр. 7-й Зарічний, 7, КЗШ № 32.
Меморіальна дошка з полірованого граніту чорного кольору, розмірами 0,60х0,40 м, товщиною 3 см. Розташована горизонтально над центральним входом до школи на висоті 3,0 м від верхнього ряду сходинок поруч із табличкою з номером школи. Прикріплена до стіни за допомогою чотирьох болтів. На дошці викарбувано і пофарбовано в білий колір напис у 9 рядків українською мовою: «СШ № 32 / присвоєно ім'я колишнього вихованця / Героя Радянського Союзу / Григорія Онікійовича / Скляра, який загинув смертю хоробрих / в боях / з німецько-фашистськими загарбниками / 19 липня 1943 року». 
В 1906 р. була відкрита 3-класна школа Шмаківського рудника. У 1922 р. реорганізована в семирічку. У 1923-1935 рр. мала назву фабрично-заводської семирічки. У 1935 р. одержала статус середньої школи. 
У 1925-1932 рр. – в цій школі навчався майбутній Герої Радянського Союзу Григорій Скляр. 207 вихованців школи брали участь у Другій Світової війні, з них 56 загинули.
У 1967 р. на фасаді відбудованої після війни школи було встановлено меморіальну дошку на честь комбата, гвардії капітана Григорія Оникійовича Скляра, який загинув в 1943 р. боях за с. Однониток Болховського району Бєлгородської області.
До 1982 р. школа розташовувалася в районі рудоуправління ім. Карла Лібкнехта, по вулиці Озерна, 17, в 1982 р. одержала нову споруду на мкрн. Зарічний. 
Зараз у будівлі школи розташований Центр соціально-психологічної реабілітації дітей.
За рішенням Криворізького виконкому від 27.01.1987 р. № 21 меморіальну дошку зі старої будівлі школи № 32 по вул. Озерна, 17, було перенесено на нову будівлю СШ № 32 у мікрорайоні 7-ий Зарічний, буд. 7. 